# AFC Agnita
Asociația Fotbal Club Agnita, cunoscut sub numele de AFC Agnita sau pur și simplu ca Agnita, este un club de fotbal românesc cu sediul în orașul Agnita, județul Sibiu, care evoluează în prezent în Liga a IV-a Sibiu, al patrulea eșalon al sistemului de ligi ale fotbalului românesc.

## Istoric
Clubul a fost înființat în 1945 sub numele de Avântul Agnita și a jucat în campionatul raional.
Carpați Agnita a reușit să ajungă până în faza șaisprezecimilor Cupei României de două ori. În sezonul 1987–88, 0–1 în fața echipei Sportul Studențesc pe Stadionul Orășenesc din Agnita și în sezonul 1990–91, 0–1 cu FC Bacău.

## Palmares
Liga a IV-a Sibiu
- Campioană (2): 1987–88, 1974–75

### Alte performanțe
Cupa României
- 16-imi (2): 1987–88, 1990–91